# Оксфорд (озеро)
Озеро Оксфорд (англ. Oxford Lake) — озеро в провинции Манитоба в Канаде. Расположено в восточной части провинции, северо-восточнее озера Виннипег. Одно из больших озёр Канады — площадь водной поверхности 349 км², общая площадь — 401 км², тринадцатое по величине озеро в провинции Манитоба. Высота над уровнем моря 186 метров.
Озеро имеет множество островов, самый крупный из которых — Кархилл (Carghill Island), остальные острова (Ллойд, Кристи, Хайерс, Джей и ряд других) гораздо меньше. Общая площадь островов равна 52 км².
Питание от множества средних и мелких озёр, окружающих озеро. Основное питание от озера Молсон по реке Хейс. Сток из северо-восточного угла озера по реке Хейс в озеро Ни (Knee Lake) и далее в северо-восточном направлении в Гудзонов залив. На восточном берегу озера лежит посёлок Оксфорд-Хаус.